# 布達里夫西基亞爾河
布達里夫斯基亞爾河（烏克蘭語：Бударівський Яр），是烏克蘭東部的河流，屬於沃夫恰河的支流。該河流經哈爾科夫州的丘胡伊夫區，河道全長12公里，流域面積35平方公里。